# Pentathlon moderno ai Giochi della XXXIII Olimpiade
Le gare di pentathlon moderno ai Giochi della XXXIII Olimpiade si sono svolti dal 8 all'11 agosto 2024. Si sono svolti due eventi, la gara maschile e la gara femminile.

## Formato
Similmente ai Giochi precedenti, la scherma consisterà in due round: il tradizionale girone all'italiana più un "round bonus". Nel girone all'italiana, ogni concorrente ha affrontato tutti gli altri concorrente in un incontro con un solo tocco. I concorrenti verranno classificati in base al numero di vittorie ottenute. Il round bonus si svolgerà su una pista in modalità ladder, con sistema ad eliminazione diretta. I due concorrenti con il punteggio più basso del girone all'italiana si affrontano in un altro incontro a tocco singolo; al vincitore verrà accreditato il punto aggiuntivo (le vittorie nel girone all'italiana valgono 6 punti) e avanzerà per affrontare il concorrente successivo con la classifica più bassa. Questo continua, lungo la scala della classifica, finché tutti i concorrenti non hanno gareggiato nel round bonus.

## Qualificazione
Possono qualificarsi per ciascuno dei due eventi settantadue atleti; un massimo di due per sesso da qualsiasi nazione. I metodi di qualificazione rimangono gli stessi sia per le gare maschili che per quelle femminili.
La Francia, nazione ospitante, riserva un solo posto per ciascuna gara maschile e femminile, mentre due posti universali saranno assegnati dall'UIPM una volta deciso il resto delle qualificazioni.
Il periodo di qualificazione inizia con l'assegnazione del primo posto quota al vincitore della finale della Coppa del Mondo UIPM 2023. Cinque incontri continentali garantiranno venti posti in più ciascuno per genere tra gennaio e dicembre 2023: uno ciascuno da Africa e Oceania, cinque dall'Asia, otto dall'Europa e cinque dalle Americhe con un massimo di una sola quota per NOC (due vincitori ciascuno dalla NORCECA e dal Sud America e il vincitore della medaglia d'oro.

## Calendario
| Uomini |  |  |   |   | 1 |
| Donne  |  |  |   |   | 1 |
| Totale |  |  | 1 | 1 | 2 |

|  | Qualificazioni |  | Finali |

## Podi
| Evento                                  | Oro             | Perform. | Argento        | Perform. | Bronzo          | Perform. |
| Pentathlon moderno maschile (dettagli)  | Ahmed Elgendy   | 1555 p.  | Taishu Sato    | 1542 p.  | Giorgio Malan   | 1536 p.  |
| Pentathlon moderno femminile (dettagli) | Michelle Gulyás | 1461 p.  | Élodie Clouvel | 1452 p.  | Seong Seung-min | 1441 p.  |

## Medagliere
| Pos.   | Paese         | Oro | Argento | Bronzo | Totale |
| ------ | ------------- | --- | ------- | ------ | ------ |
| 1      | Egitto        | 1   | 0       | 0      | 1      |
| 1      | Ungheria      | 1   | 0       | 0      | 1      |
| 3      | Francia       | 0   | 1       | 0      | 1      |
| 3      | Giappone      | 0   | 1       | 0      | 1      |
| 5      | Corea del Sud | 0   | 0       | 1      | 1      |
| 5      | Italia        | 0   | 0       | 1      | 1      |
| Totale | Totale        | 2   | 2       | 2      | 6      |